# Marko Jovanovski
Marko Jovanovski (in macedone Марко Јовановски?; Skopje, 24 luglio 1988) è un calciatore macedone, portiere del Ferizaj.

## Carriera

### Club
Il 2 agosto 2013 sottoscrive un contratto triennale con la squadra macedone dello Škendija, con scadenza il 30 giugno 2016.

### Nazionale
Ha giocato nelle nazionali giovanili macedoni Under-17, Under-19 ed Under-21.

## Statistiche

### Presenze e reti nei club
Statistiche aggiornate al 2 dicembre 2018.
| Stagione        | Squadra         | Campionato      | Campionato | Campionato | Coppe nazionali | Coppe nazionali | Coppe nazionali | Coppe continentali | Coppe continentali | Coppe continentali | Altre coppe | Altre coppe | Altre coppe | Totale | Totale |
| Stagione        | Squadra         | Comp            | Pres       | Reti       | Comp            | Pres            | Reti            | Comp               | Pres               | Reti               | Comp        | Pres        | Reti        | Pres   | Reti   |
| --------------- | --------------- | --------------- | ---------- | ---------- | --------------- | --------------- | --------------- | ------------------ | ------------------ | ------------------ | ----------- | ----------- | ----------- | ------ | ------ |
| 2007-2008       | Rabotnički      | PL              | 0          | 0          | CM              | 0               | 0               | -                  | -                  | -                  | -           | -           | -           | 0      | 0      |
| 2008-2009       | Vardar          | PL              | 0          | 0          | CM              | 0               | 0               | -                  | -                  | -                  | -           | -           | -           | 0      | 0      |
| ago. 2009       | Vardar          | PL              | 2          | -4         | CM              | 0               | 0               | -                  | -                  | -                  | -           | -           | -           | 2      | -4     |
| Totale Vardar   | Totale Vardar   | Totale Vardar   | 2          | -4         |                 | 0               | 0               |                    | -                  | -                  |             | -           | -           | 2      | -4     |
| 2009-2010       | Teteks          | PL              | 17         | -19        | CM              | 0               | 0               | -                  | -                  | -                  | -           | -           | -           | 17     | -19    |
| 2010-2011       | Teteks          | PL              | 28         | -30        | CM              | 1+              | -1+             | UEL                | 4                  | -8                 | -           | -           | -           | 33+    | -39+   |
| Totale Teteks   | Totale Teteks   | Totale Teteks   | 45         | -49        |                 | 1+              | -1+             |                    | 4                  | -8                 |             | -           | -           | 50+    | -58+   |
| 2011-2012       | Škendija        | PL              | 28         | -20        | CM              | 0               | 0               | UCL                | 0                  | 0                  | SM          | 0           | 0           | 28     | -20    |
| 2012-2013       | Ethnikos Achnas | AK              | 0          | 0          | CC              | 0               | 0               | -                  | -                  | -                  | -           | -           | -           | 0      | 0      |
| 2013-2014       | Škendija        | PL              | 30         | -28        | CM              | 2               | -3              | -                  | -                  | -                  | -           | -           | -           | 32     | -31    |
| 2014-2015       | Škendija        | PL              | 31         | -30        | CM              | 0               | 0               | UEL                | 2                  | -3                 | -           | -           | -           | 33     | -33    |
| 2015-2016       | Škendija        | PL              | 20         | -16        | CM              | 5               | -2              | UEL                | 2                  | -1                 | -           | -           | -           | 27     | -19    |
| 2016-2017       | Škendija        | PL              | 17         | -14        | CM              | 4               | -2              | UEL                | 0                  | 0                  | -           | -           | -           | 21     | -16    |
| Totale Škendija | Totale Škendija | Totale Škendija | 126        | -108       |                 | 11              | -7              |                    | 4                  | -4                 |             | 0           | 0           | 141    | -119   |
| lug.-nov. 2017  | Pelister        | PL              | 14         | -18        | CM              | 0               | 0               | UEL                | 1                  | -3                 | -           | -           | -           | 15     | -21    |
| mag.-giu. 2018  | Sepsi           | L1              | 0          | 0          | CR              | 0               | 0               | -                  | -                  | -                  | -           | -           | -           | 0      | 0      |
| 2018-2019       | Makedonija G.P. | PL              | 17         | -21        | CM              | 2               | 0               | -                  | -                  | -                  | -           | -           | -           | 19     | -21    |
| Totale carriera | Totale carriera | Totale carriera | 204        | -200       |                 | 14+             | -8+             |                    | 9                  | -15                |             | 0           | 0           | 227+   | -223+  |

## Palmarès

### Club

#### Competizioni nazionali
- Coppa di Macedonia: 2

Teteks: 2009-2010
Škendija: 2015-2016
- Supercoppa di Macedonia: 1

Škendija: 2011